# 河合楽器製作所
株式会社河合楽器製作所（かわいがっきせいさくしょ）は、静岡県浜松市中央区に本社を置く楽器メーカーである。商標名は英字大文字でKAWAI。ピアノ販売では世界第2位のシェアを占める。

## 会社概要

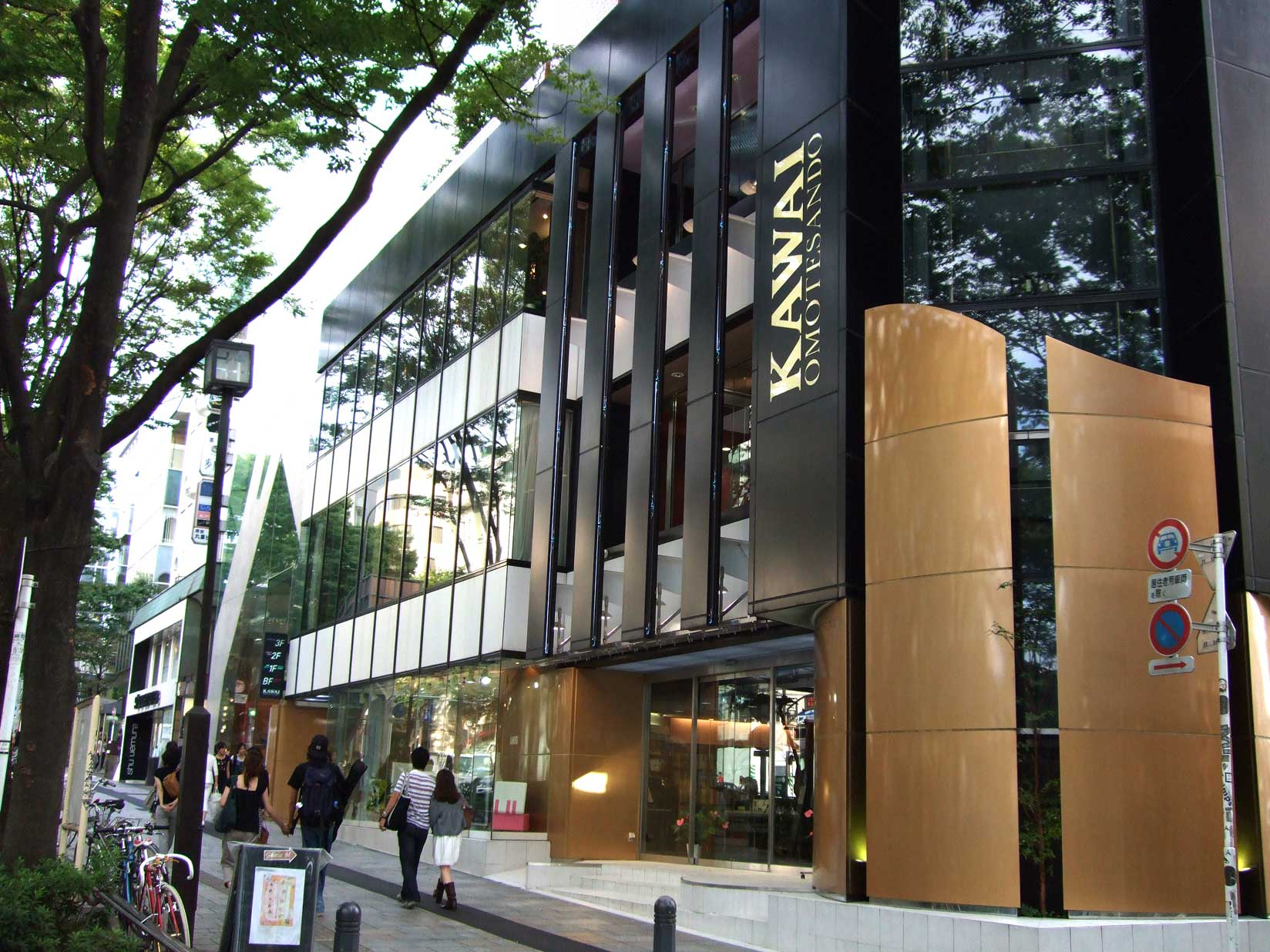
カワイ表参道

日本楽器製造（現・ヤマハ株式会社）に勤務していた河合小市が独立し、1927年（昭和2年）に河合楽器研究所として設立された。1935年（昭和10年）に合名会社、1951年（昭和26年）に株式会社へと改組する。1952年（昭和27年）に河合小市が死去すると、1955年（昭和30年）、娘婿の河合滋が社長に就任。1956年（昭和31年）にカワイ音楽教室を創設、音楽教育事業によるユーザ層の拡大に乗り出すと共に、1989年（平成元年）に河合弘隆が社長に就任し、滋は会長に専任となった。2024年（令和6年）に弘隆が心不全で死去したため、河合健太郎が社長となった。
河合滋が社長を務めていた頃は、業界に先駆けてピアノの割賦販売を打ち出すなど、同業のヤマハと切磋琢磨し、日本の音楽普及に貢献した。バブル時代にはゴルフ場事業等にも進出し、非ピアノ事業の育成を企図した多角化を行ったが、近年はピアノ事業に回帰する姿勢を鮮明にしている。
ピアノを中心とした楽器製造・販売のほか、近年はカワイ精密金属などでピアノの部品素材のノウハウを生かした半導体素材の生産も行っている。かつてはDTM関連製品やムーンサルト、F-I、Rockoonシリーズ等のエレキギター/エレキベース、K5000シリーズなどのシンセサイザーを製造・販売していたが、現在では楽譜作成ソフトウェア「スコアメーカー」や入力用の小型キーボード「HYPERCAT」を除き撤退している。
また、ピアノの製造過程で出る端材を活用して、木製の玩具なども発売している他、学校向けのスポーツ用具 も製造している。
国内のアコースティックピアノにおけるシェアはヤマハが約6割、同社が同4割で長らくこの比率は変わっていない。
ヤマハが特約店方式で各地の楽器店と契約しているのに対し、全国に直営店を展開している。
グランドピアノは1990年代まではドイツ製ピアノの影響が強い製品を製造していたが、現在ではスタインウェイの特徴を取り入れ、近代化されたRXシリーズを中心に、手作り工程と入念な出荷調整を取り入れた高級機SKシリーズ、コンサート用のSK-EXシリーズを出荷している。アップライトはKシリーズを出荷している。いずれも炭素繊維強化プラスチックを採用してレスポンスを改善したアクションを特徴としている。また騒音対策としてエニタイム仕様やピアノマスク仕様のピアノも出荷している。
他にも外装部が透明アクリル樹脂でできているクリスタル・ピアノ「CR-40A」を受注販売している。
あさま山荘事件で連合赤軍に占拠されたあさま山荘は、事件当時同社の健康保険組合の所有であった。

### 教育事業
音楽教室の他に、主に幼稚園・保育園を対象に体育教室・英語教室・絵画造形教室などを開講しているが2016年より一部の直営教室にて学研教室とのフランチャイズ契約を締結し、また学研がカワイ音楽教室とのコラボとして学研教室のメニューとして組み入れた。

#### 音楽教室
（）内はテキストのタイトルとなっている。
- リトミックコース
  - おんがく広場
  - クーちゃんランド（クーちゃんいっしょにあそぼ!）
  - くるくるクラブ（くるくるといっしょ）
  - ピコルわーるど（ピコルわーるど）
- 鍵盤楽器コース
  - 3歳ソルフェージュ（おんがくのーと）
  - チャイルドコーナー（ピコルのぼうけん）
  - ピアノコース（サウンドツリー）
    - 学研教室こどもピアノコース

  - スーパーピアノコース
  - 受験準備コース

#### 体育教室
体育教室の内サッカーコース、器械体操コース、新体操コースは『カワイ杯』として全国大会を例年静岡県で開催している。

### 出版事業
1973年に子会社のカワイ楽譜（1957年設立）より出版部門を受け継ぎ、「カワイ出版」のブランドで合唱曲、ピアノ作品などの楽譜、音楽書、絵本などを出版していたが、2017年に子会社の全音楽譜出版社に出版事業を譲渡した。2022年現在、カワイ出版は、「全音楽譜出版社カワイ出版部」のブランドとなっている。

## 製品

### ピアノ
1970年代以降、カワイはピアノ性能の一貫性と安定性を向上させるための代替素材の使用を開拓してきた。1971年、カワイは木材の使用と関連する問題を克服するためにアクションの部品にABS（アクリロニトリル・ブタジエン・スチレン）複合材料を使用し始めた。カワイの設計エンジニアは、「湿度の変化にともない顕著に収縮および膨潤する性質を持つ木材は、安定したピアノタッチを確保するために厳密な公差を維持しなければならないピアノアクションで使用するための材料として理想的とは言えない」と結論を下した。そのため、彼らは選ばれた木製アクション部品を徐々にABS部品に置き換えた。
カワイによれば、カリフォルニア州立工科大学ポモナ校教授Abdul Sadatによって1998年に行われた科学的試験では、カワイのABSアクション部品が相当する木製部品よりも強く、湿気による収縮と膨潤に対してはるかに影響されにくいことが明らかとなった。カワイは、複合材料部品の使用によってカワイのピアノアクションは他のメーカー製のものよりも安定で一貫性があると宣伝している。
2002年、カワイは炭素繊維入りABS樹脂を使ったウルトラ・レスポンシブ・アクションを発表した。ABSカーボン（ABS-Carbon）と名付けられたこの新素材はカワイのアクション部品の強度を高め、重さを低減し、これによって全体のアクション操作がより速くなった（トリルを演奏する時のコントロールのために非常に重要である）。炭素繊維の追加はABSカーボンアクション部品の剛性も高め、これによってアクションは奏者のより少ない労力でより大きな力を生み出すことが可能となった。カワイは、素材および設計におけるこれらの進歩が長年にわたって高い堅実性を持ってウルトラ・レスポンシブ・アクションが奏者の意図により正確に応答するのを助ける、と強く主張している。

### グランドピアノ

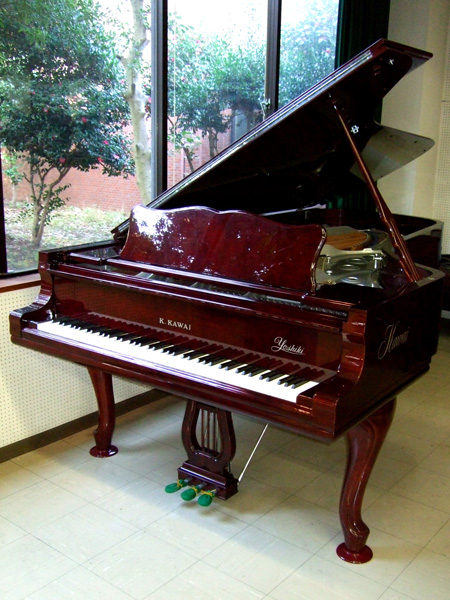
YOSHIKIのためのカワイ特注コンサートグランドピアノ（1993年）

カワイのグランドピアノは1960年代および1970年代に製造されたモデル500/600から、教師や公共機関の間で人気となった1980年代および1990年代初頭のKGシリーズまで何十年にもわたって着実に進化してきた。その間、カワイのグランドピアノは頻繁に使用しても長期間、安定な性能を示すとして高い評価を得た。1996年、カワイはウルトラ・レスポンシブ・ABSアクションを搭載したRXシリーズグランドピアノを発表した。RXシリーズは2004年にABSカーボンを使ったウルトラ・レスポンシブ・アクションIIの導入によって進化を続けた。2009年、新たなアコースティック共鳴無垢スプルース響板を持ち、ハンマーへフェノール性安定化剤を添加したRX BLAKシリーズが初公開された。安定化剤の添加は音色と一貫性の向上のためにハンマー打弦の正確性をさらに高めた。RX BLAKシリーズは多くの表面的な変更も取り入れた。2013年、カワイは最新の高性能グランドシリーズGX BLAKを発表した。
現行のカワイグランドピアノ製品種目は以下のモデルから構成される（Shigeru Kawaiを除く）。
- EX-L コンサートグランドピアノ - 278 cm
- GX-7 セミコンサートグランドピアノ - 229 cm
- GX-6 アーティストグランドピアノ - 214 cm
- GX-5 アーティストグランドピアノ - 200 cm
- GX-3 プロフェッショナルグランドピアノ - 188 cm
- GX-2 クラシックグランドピアノ - 180 cm
- GX-1 ベビーグランドピアノ - 166 cm
- GL-50 グランドピアノ - 188 cm
- GL-40 グランドピアノ - 180 cm
- GL-30 グランドピアノ - 166 cm
- GL-20 グランドピアノ - 157 cm
- GL-10 グランドピアノ - 153 cm
- CR-40A クリスタルグランドピアノ - 185 cm

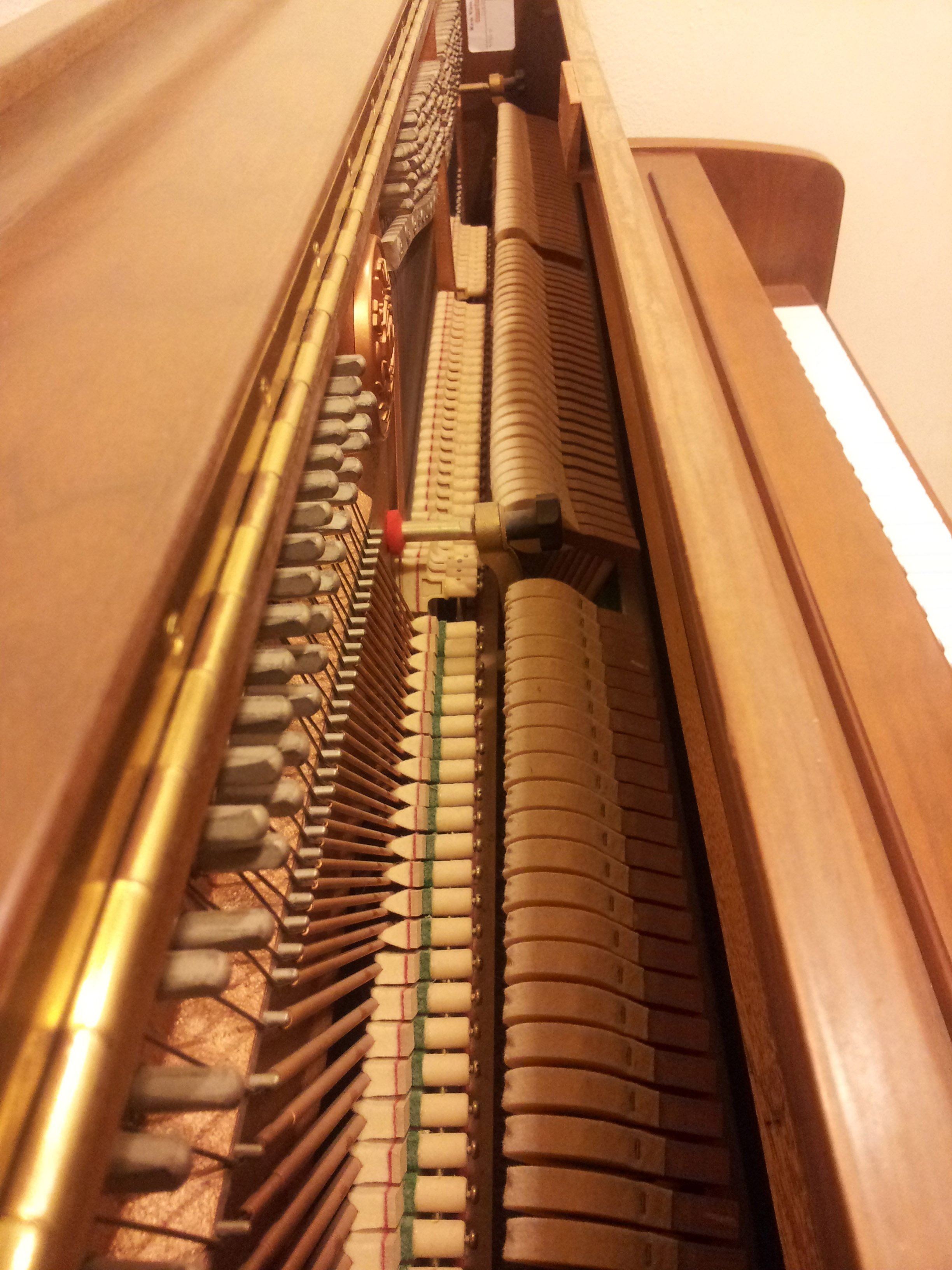
カワイ・コンチネンタル・アップライトピアノの内部

### アップライトピアノ
カワイのアップライトピアノは（米国では）以下の4つのクラスに分かれる: Kシリーズ・プロフェッショナルアップライト、デザイナーシリーズアップライト、インスティトゥーショナルアップライト、コンティネンタルアップライト。カワイKシリーズプロフェッショナルアップライトは高さが114 cmから134 cmである。全てABSカーボンを使ったカワイのウルトラ・レスポンシブ・アクションIIが搭載されている。
デザイナーシリーズは高さが113 cmと117 cmである。これは主に家庭での使用のために購入される。
インスティトゥーショナルアップライトは学校での頻繁な使用のために作られる。UST-9には強化ベンチ、より太い支柱およびサイドパネル、丈夫なトゥブロック、二重ゴムキャスターが含まれる。
Kawai K-15は流線形の欧州風外見のためにトゥブロックをもたない唯一のコンチネンタルアップライトである。
| - K-800: 134 cm アップライトグランド - K-700: 130 cm プロフェッショナルグランド - K-600: 134 cm アップライトグランド - K-500: 130 cm プロフェッショナルアップライト - K-400: 122 cm プロフェッショナルアップライト - K-300: 122 cm プロフェッショナルアップライト - K-200: 114 cm プロフェッショナルアップライト | - 907: 117 cm デザイナースタジオ - 607: 113 cm デザイナーコンソール - 508: 113 cm デザイナーコンソール | - UST9: 117.5 cm インスティトゥーショナルアップライト - 506N: 113 cm インスティトゥーショナルアップライト | - K-15: 110 cm コンチネンタルアップライト |

### Shigeru Kawai
Shigeru Kawaiはカワイの最高級グランドピアノシリーズである。ブランド名は2代目社長の河合滋にちなむ。
- SK-EX[6]: 278 cm
- SK-7: 229 cm
- SK-6: 214 cm
- SK-5: 200 cm
- SK-3: 188 cm
- SK-2: 180 cm

### DIAPASON
- グランドピアノ
  - DR-500: 211 cm（生産終了）
  - DR-300: 183 cm
  - DR-6F: 183 cm
  - DR-5: 183 cm（生産終了）
  - D-164F: 164 cm
  - D-164R: 164 cm
- アップライトピアノ
  - DR-86: 132 cm
  - DL-132: 132 cm（生産終了）
  - DL-125: 125 cm
  - DN-48: 125 cm（生産終了）

### デジタルピアノ
| コンサートアーティストシリーズ - CA98 - CA97 - CA95（生産終了） - CA78 - CA67 - CA65（生産終了） - CA63（生産終了） - CA58（CA63/CA67の後継機） - CA48 - CA17 - CA15（生産終了） | クラシックシリーズ - CS11 - CS10 - CS8 - CS7 - CS4（生産終了） | CNシリーズ - CN37 - CN35（生産終了） - CN34（生産終了） - CN27 - CN25（生産終了） - CN17 - CN24（生産終了） | コンサートパフォーマーアンサンブルシリーズ - CP209 - CP179 - CP139 - CP119 | KCP/KDPシリーズ - KCP80（生産終了） - KCP90 - KDP80（生産終了） - KDP90（生産終了） - KDP110 | コンパクトラインシリーズ - CL20（生産終了） - CL25（生産終了） - CL26（生産終了） - CL30（生産終了） - CL35（生産終了） - CL36 |

### ステージピアノ

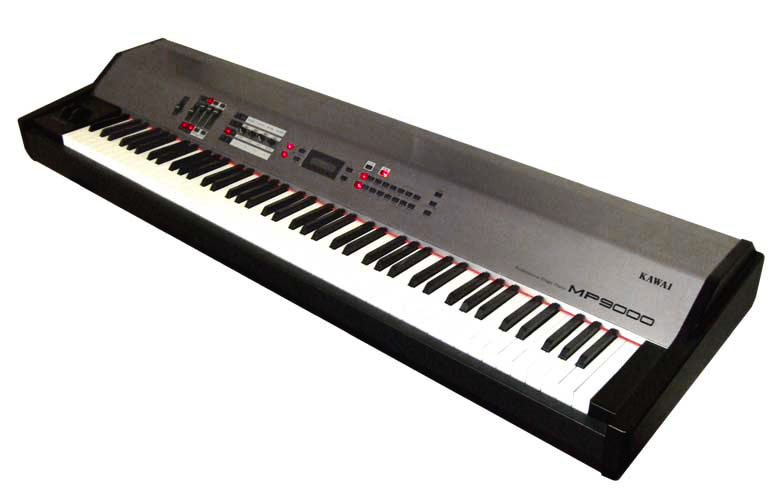
Kawai MP9000ステージピアノ

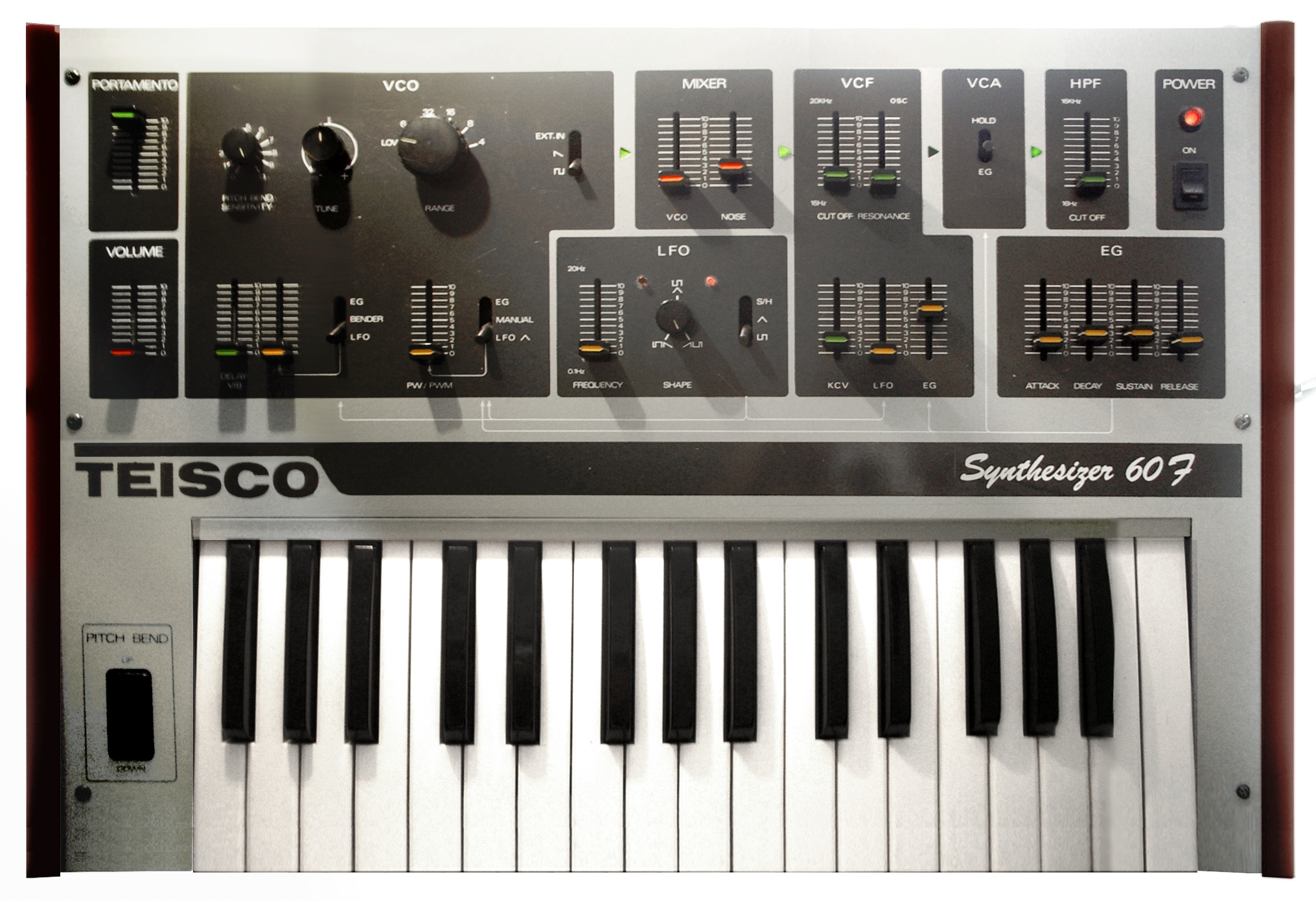
Teisco 60F（1980年頃）

| - MP11SE - MP7SE - MP11 - MP7 - MP10（生産終了） - MP6（生産終了） - ES4（生産終了） - ES6（生産終了） - ES7（生産終了） - ES8 - ES110 - ES100（生産終了） - EP3（生産終了） - EP2（生産終了） | - MP9000（生産終了） - MP9500（生産終了） - MP4（生産終了） - MP8（生産終了） - MP5（生産終了） - MP8II（生産終了） |  |  |

### シンセサイザー
カワイは1980年代の始めにTeiscoのブランド名の下でシンセサイザーの生産を始めた。これらの楽器は全てアナログであり、以下のモデルを含む: 60F、110F、100F、100P、SX-210、SX-240、SX-400。ある時点で、カワイは「Teisco」ブランドの使用を止めたため、これらの製品のいくつかはTeiscoかKawaiのどちらのブランド名の商品も存在する。
1980年代の後半、カワイは数多くのデジタルシンセサイザーを開発し発表した。これらのうち最も知られている製品は以下のKシリーズである: Kawai K1、K1m、K1mk、K3（SSM2044-based filters）、Kawai K4、K5。これらの機械は異なる合成手法にしたがう。K4はサンプリングされた波形を基にした減算合成を用い、K1およびK5は加算合成器を用いる。K1は全くフィルターを持たない初めての人気のあるシンセサイザーの一つである。全ての音は波形サンプルを積み重ね、周波数変調を適用することで作られる。K3はその意味ではハイブリッド型であり、波形精製のために加算合成を用いるが、これらの波形は静的であり、真の加算合成器のように変調できない。その代わりに、波形整形はローパスフィルターを用いて行なわれる。したがって、この機械は減算合成器として特徴付けられる。これらの価格帯としては他にない特徴として、全ての機器はアフタータッチ機能を備える。カワイはこれらの機器のほとんどのラック版、Kawai Q-80MIDIシーケンサー（1988年）、外部MIDIプログラミング装置MM-16 MIDIミキサー（スライダーコントローラーを持つMIDIプロセッサ）も製造した。
その後、K4エンジンを基にしたKawai Spectra KC10（1990年）やKawaiPH-50とそのハーフラック版PHmを含むマルチティンバー機器、XS-1サウンドムジュール（1989年）、Kawai KC20 GMサウンドキーボード（1990年代初頭）、XS-1の改訂としてのGMegaサウンドモジュール（1990年代初頭）、GMegaおよびK1に基づいたK11（1993年）を含む一連のGeneral MIDI（GM） 適合機器が開発された。

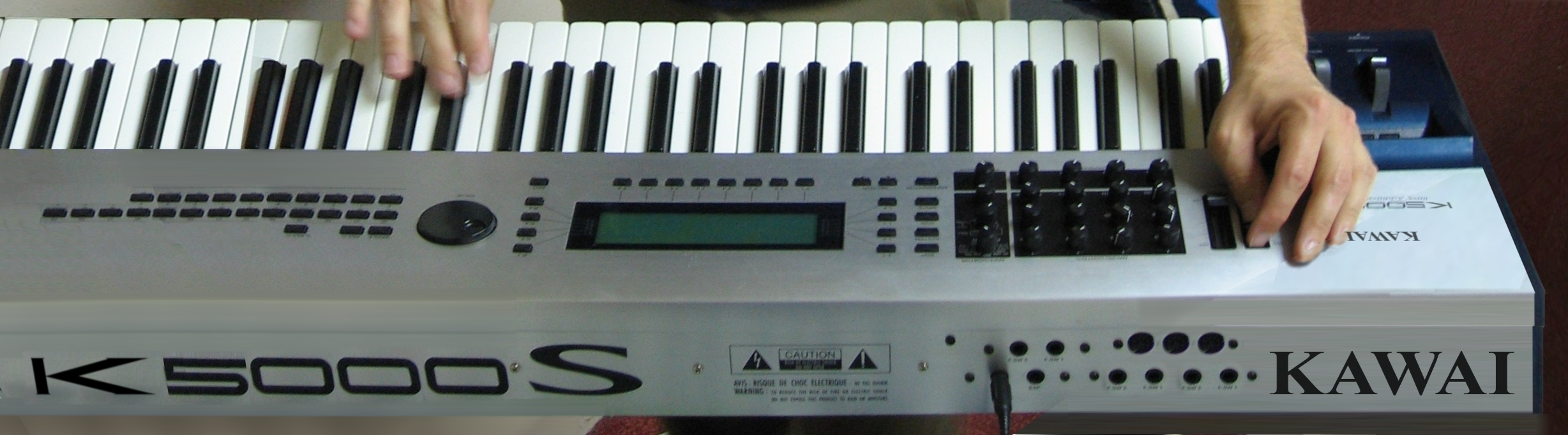
Kawai K5000S（1996年頃）

1996年、カワイはK5000を発表した。この製品はK5を大幅に改良した先進的加算合成器「アドバンスト・アディティブ」を中核に据えており、カワイ最後の加算合成方式のシンセサイザーでもある。K5000には3つのバージョンがある。K5000Sはリアルタイムコントロールのための16個のノブとアルペジエーターを持ち、K5000Wにはシーケンサーが加わったがノブとアルペジエーターを持たず、K5000Rはアルペジエーターを持つがノブとシーケンサーを持たないラック版である。WおよびRモデルと共に使用するためにノブMacro Boxが別売された。カワイはSおよびWモデルの特徴を組み合わせ、76鍵キーボードと強化されたメモリを持つK5000Xの発表を当初計画したが、販売不振のために1990年代末に中止された。その後すぐに、カワイはシンセサイザーの生産を止めた。

### ドラムマシーン

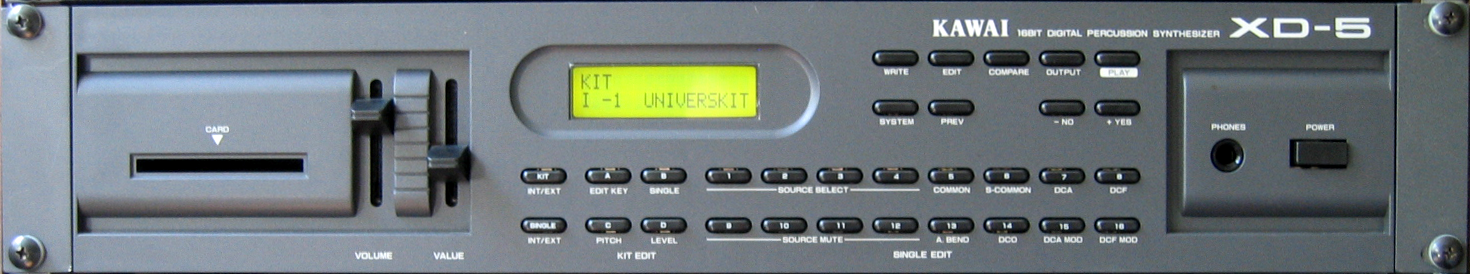
Kawai XD-5（1989年）

Kawai R-100およびR50ドラムマシーンはどちらも1987年頃に製造された。K4エンジンを基にしたドラムシンセサイザーであるKawai XD-5は1989年から1990年に生産された。

### オルガン

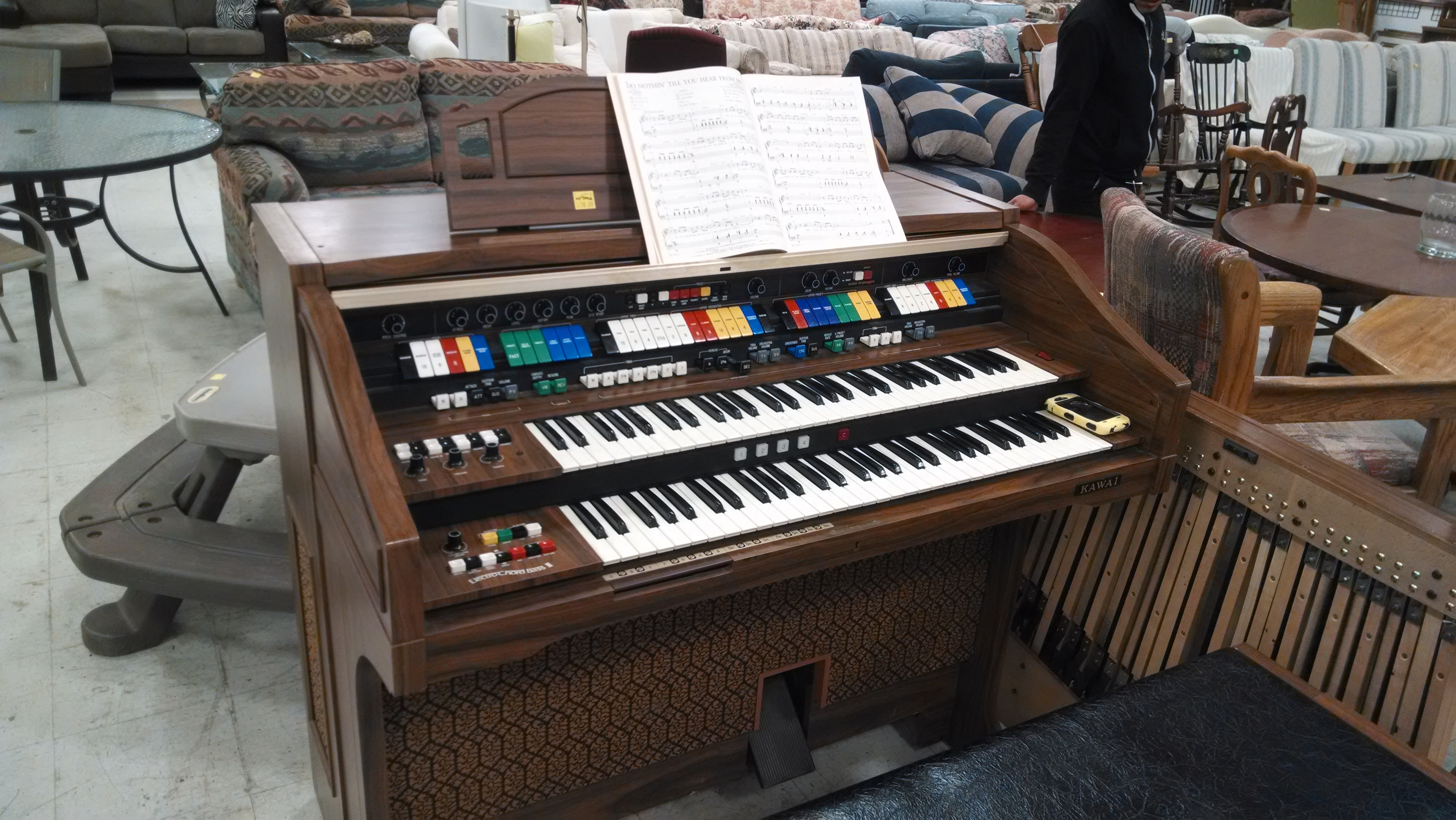
Kawai MOREシリーズM-650（1978年）
MOREシリーズはシアターモデルT-50およびT-30の高性能テクノロジーを適用したホームオルガン製品種目であった。1979年秋に、これらはドリマトーンシリーズへと吸収された。

カワイは「ドリマトーン」ブランドの電子オルガンを生産していた。カワイはローリー・オルガンも所有している。

## その他
名古屋市のCTV栄ビル屋上と、東京・銀座（京橋寄り）にネオンサインを設置している。後者（カワイピアノ）は、銀座を舞台にした1989年の刑事ドラマ『ハロー!グッバイ』（日本テレビ系）のオープニングに登場し、「銀座の風景の一部」として繰り返し映っている。
名古屋栄ビル屋上にあるネオンサインは、過去に名古屋ローカル番組、『PS』（中京テレビ）にて、「あの鍵盤は何を演奏しているのか？」との疑問から調査を行ったことがある。実際にネオンサインの表示に合わせて演奏してみるも、どの曲かは全く分からなかった。担当者に聞き込みを行ったところ、特に曲は決めず適当に表示していたことが発覚した。後日改められ、現在は童謡の「夕焼け小焼け」が演奏されている。

## 沿革
- 1927年（昭和2年） - 河合小市が「河合楽器研究所」を創立。ピアノの製造・販売を開始。
- 1928年（昭和3年） - カワイ・グランドピアノ第一号完成。
- 1929年（昭和4年） - 「河合楽器製作所」に改称。
- 1930年（昭和5年） - オルガン製造を開始。
- 1934年（昭和9年） - ハーモニカ製造を開始。
- 1935年（昭和10年） - 合名会社に改組、「合名会社河合楽器製作所」に改称。
- 1951年（昭和26年） - 株式会社に改組、「株式会社河合楽器製作所」に改称。
  - 1月31日 - 浜松市北寺島町の工場から出火。ピアノ組立、塗装場など293坪全焼[21]。
- 1956年（昭和31年） - 音楽教室事業を開始。
- 1960年（昭和35年） - 電子オルガン製造を開始。
- 1961年（昭和36年） - ピアノ調律技術者養成所（現カワイ音楽学園）を開設。
- 1967年（昭和42年） - 体育教室事業を開始。
- 1973年（昭和48年） - 楽譜出版事業（カワイ出版）を開始。
- 1977年（昭和52年） - 青山ショップ（現：カワイ表参道）を開設。
- 1980年（昭和55年） - 竜洋工場（静岡県磐田市）を開設。
- 1983年（昭和58年） - (財)サウンド技術振興財団（現：カワイサウンド技術・音楽振興財団）を設立。
- 1984年（昭和59年） - (株)カワイビジネスソフトウエアを設立。
- 1985年（昭和60年） - 電子ピアノの製造を開始。
- 1989年（平成元年） - (株)カワイ音響システムを設立。
- 1999年（平成11年） - 最高級グランドピアノ「Shigeru Kawai シリーズ」を発売。
- 2001年（平成13年） - 最高級フルコンサートピアノ「SK-EX」完成。
- 2006年（平成18年） - 青山ショップを「カワイ表参道」としてリニューアル。
- 2014年（平成26年） - (株)全音楽譜出版社を子会社化。
- 2015年（平成27年）
  - 7月 - 学研ホールディングスと業務資本提携[22]。
  - 11月 - オンキヨー（旧法人、後のオンキヨーホームエンターテイメント）と資本業務提携[23]。
- 2017年（平成29年） - (株)ディアパソンおよびメルヘン楽器(株)を吸収合併。
- 2022年（令和4年）5月13日 - オンキヨーホームエンターテイメントの経営破綻に伴い、資本業務提携解消。

## 国内拠点

### 支社
- 関東支社
- 中部支社
- 関西支社

### 工場
- 竜洋工場

## グループ会社・関連団体

### グループ会社
- 株式会社カワイアシスト
- 株式会社カワイ音響システム
- 株式会社カワイキャスティング
- カワイ精密金属株式会社
- 株式会社カワイ友の会
- 株式会社カワイハイパーウッド
- 株式会社カワイビジネスソフトウエア (KBS)
- 株式会社カワイ旅行センター
- 株式会社全音楽譜出版社

### 関連団体
- カワイ音楽学園
- カワイ音楽教育研究会
- カワイ音楽振興会
- 一般財団法人カワイサウンド技術・音楽振興財団
- 河合楽器健康保険組合

## 製品写真

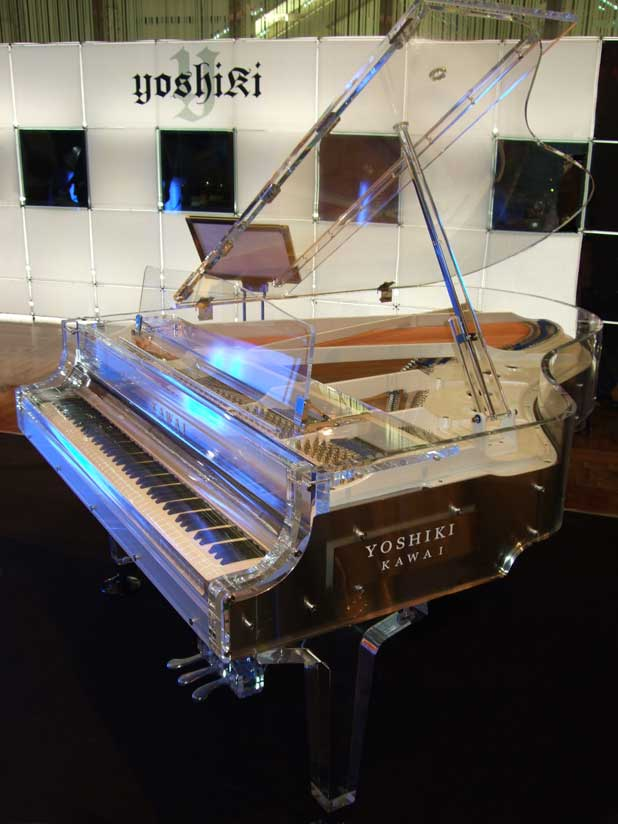
CR-40A
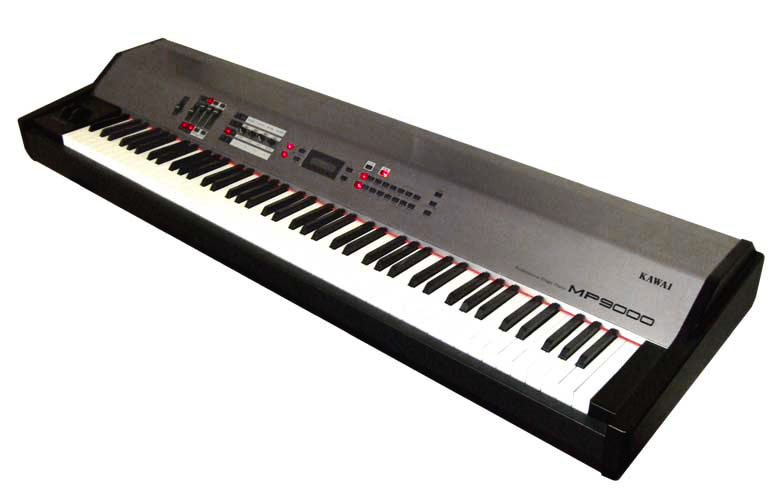
MP9000
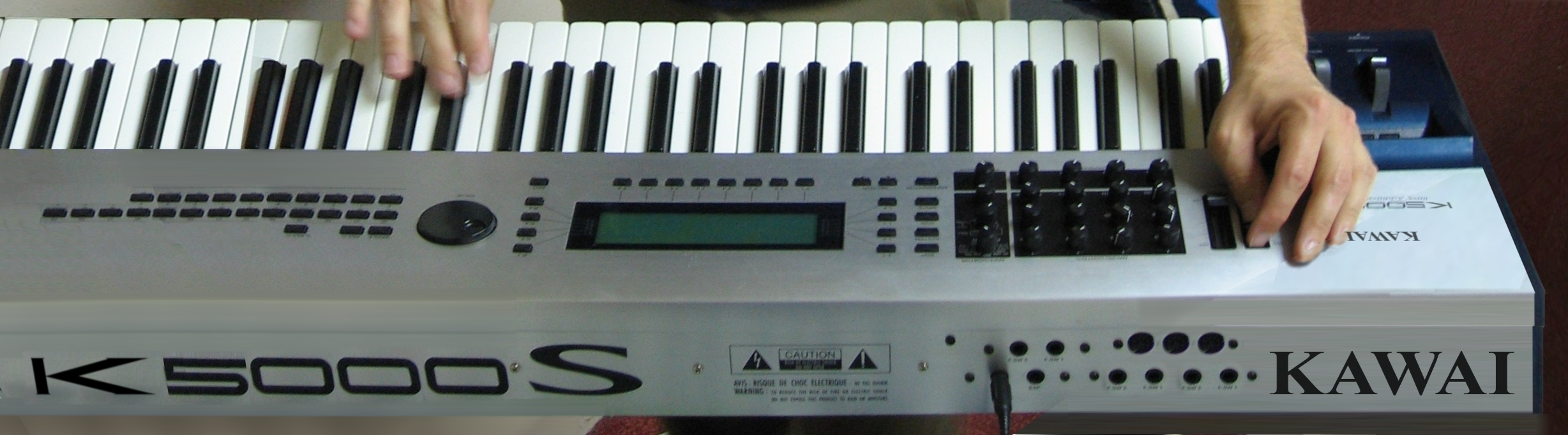
K5000S
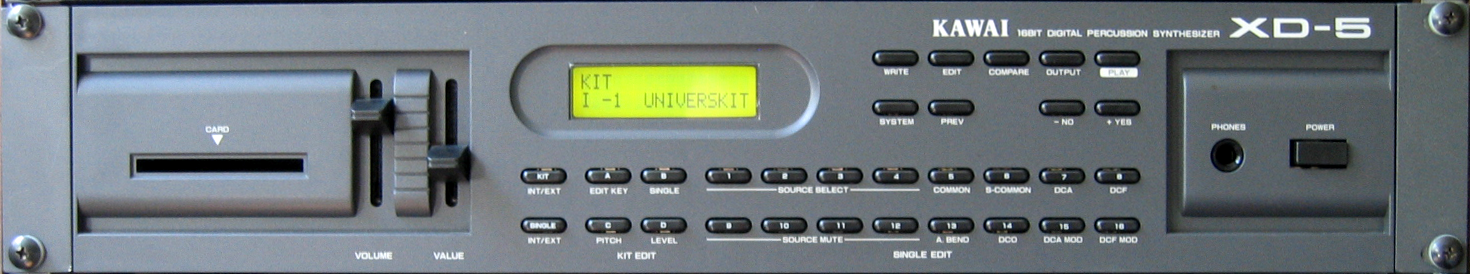
XD-5